# NGC 5005
NGC 5005 ist eine Balken-Spiralgalaxie mit aktivem Galaxienkern vom Hubble-Typ SBbc im Sternbild Jagdhunde am Nordsternhimmel. Sie ist schätzungsweise 44 Millionen Lichtjahre von der Milchstraße entfernt und hat einen Durchmesser von etwa 75.000 Lj. Die Entfernungsmessungen basierend auf den Radialgeschwindigkeiten stimmen nicht mit den rotverschiebungsunabhängigen Entfernungsschätzungen von 65 ± 17 Millionen Lichtjahren überein.
Gemeinsam mit NGC 5033 bildet sie ein Paar, das sich gegenseitig schwach beeinflusst. 

Im selben Himmelsareal befinden sich u. a. die Galaxien NGC 5002, NGC 5014, IC 4207.
Die Typ-Ia-Supernova SN 1996ai wurde hier beobachtet.
Das Objekt wurde am 1. Mai 1785 vom deutsch-britischen Astronomen Wilhelm Herschel entdeckt.

## NGC 5005-Gruppe (LGG 334)
| Galaxie   | Alternativname | Entfernung Mio. Lj |
| --------- | -------------- | ------------------ |
| NGC 5005  | PGC 45749      | 44                 |
| NGC 4861  | PGC 44536      | 39                 |
| NGC 5002  | PGC 45728      | 51                 |
| NGC 5014  | PGC 45787      | 53                 |
| NGC 5033  | PGC 45948      | 41                 |
| NGC 5107  | PGC 46636      | 45                 |
| NGC 5112  | PGC 46671      | 46                 |
| IC 4182   | PGC 45314      | 17?                |
| IC 4213   | PGC 45848      | 38                 |
| PGC 45274 | UGC 8181       | 41                 |
| PGC 45684 | UGC 8246       | 38                 |
| PGC 45755 | UGC 8261       | 40                 |
| PGC 45927 | UGC 8303       | 44                 |
| PGC 46009 | UGC 8314       | 44                 |
| PGC 46017 | UGC 8315       | 54                 |
| PGC 46065 | UGC 8323       | 40                 |